# ابیراس

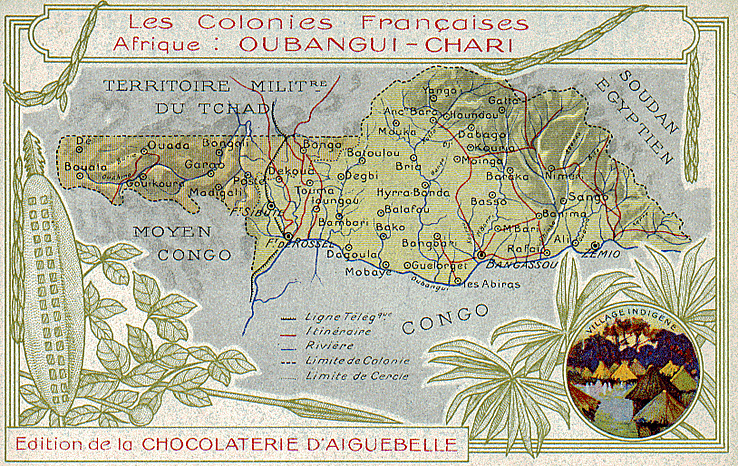
نمای یک نقشهٔ کهن از موقعیت ابیراس، گوشهٔ جنوب شرقی (بالای عنوان CONGO) – ۱۹۱۰

ابیراس (les Abiras)، منطقهٔ مسکونی سابقی بود که در کرانهٔ شمالی رود اوبانگی قرار داشت. این منطقهٔ مسکونی در سرچشمهٔ رود مذکور، در محل تلاقی دو رود مبومو و رود وله واقع شده‌بود.